# Siebenbürger Herbst-Krokus
Der Siebenbürger Herbst-Krokus (Crocus banaticus) ist eine Pflanzenart aus der Gattung der Krokusse (Crocus).

## Merkmale
Der Siebenbürger Herbst-Krokus ist ein ausdauernder Knollen-Geophyt, der Wuchshöhen von 6 bis 12 Zentimeter erreicht. Die Blätter entwickeln sich erst nach der Blütezeit. Sie sind 5 bis 7 (selten bis 10) Millimeter breit, kahl und besitzen einen undeutlichen Längsstreifen. Die Perigonzipfel sind unterschiedlich. Die inneren sind aufrecht, spitz und messen 23 bis 30 × 12 bis 13 Millimeter, die äußeren sind ausgebreitet, stumpf oder abgerundet, blass blaulila bis purpurn mit dunklerer Aderung und messen 37 bis 50 × 13 bis 25 Millimeter. Die Griffel sind sechs- oder mehrästig und lila oder weißlich. Crocus banaticus ist die einzige Krokus-Art, bei der die Staubbeutel nach innen (vorn) geöffnet sind.
Die Blütezeit reicht von September bis Oktober.

## Vorkommen
Der Siebenbürger Herbst-Krokus kommt in der südöstlichen Slowakei, im östlichen Ungarn, in Zentral- und Westrumänien, im nordöstlichen Serbien und in den ukrainischen Karpaten vor. Die Art wächst auf frischen Wiesen, in Laubwäldern und in Gebüschen in Höhenlagen von 130 bis 700 Meter. In Norddeutschland ist sie verwildert und möglicherweise eingebürgert.

## Nutzung
Der Siebenbürger Herbst-Krokus wird zerstreut als Zierpflanze für Parkrasen, Gehölzgruppen und Steingärten genutzt. Die Art ist seit spätestens 1594 in Kultur. Es gibt einige Sorten, deren Blütenfarbe von purpurn bis blass lilablau variiert.